# دايسوكي ماتسوموتو
دايسوكي ماتسوموتو (باليابانية: 松本大輔؛ بالكانا: まつもと だいすけ) هو سياسي ياباني، ولد في 5 أغسطس 1971 في هيروشيما في اليابان. حزبياً، نشط في الحزب الديمقراطي الياباني. وقد انتخب عضو مجلس النواب من اليابان.

## وصلات خارجية
- الموقع الرسمي